# Condado de Pinellas
El condado de Pinellas es un condado ubicado en el estado de Florida. Su sede está en Clearwater. Su ciudad más grande es San Petersburgo. Todas las localidades del condado tienen código de área 727, excepto por algunas secciones de Oldsmar, que tienen el código de área 813.

## Historia
El Condado de Pinellas fue creado en 1911. Su nombre se deriva de Punta Piñal. Fue creado a partir del Condado de Hillsborough. Incluye la península de Pinellas (que separa la bahía de Tampa del golfo de México).

## Demografía
Según el censo de 2000, el condado cuenta con 921 482 habitantes, 414 968 hogares y 243 171 familias residentes. La densidad de población es  de 1.271/km². Hay 481 573 unidades habitacionales con una densidad promedio de 664 u.a./km² (1.720 u.a./mi²). La composición racial de la población del condado es 85,85% Blanca, 8,96% Afroamericana o Negra, 0,30% Nativa americana, 2,06% Asiática, 0,05% De las islas del Pacífico, 1,14% de Otros orígenes y 1,64% de dos o más razas. El 4,64% de la población es de origen Hispano o Latino cualquiera sea su raza de origen.
De los 414 968 hogares, en el 22,10% de ellos viven menores de edad, 44,80% están formados por matrimonios, 10,50% son llevados por una mujer sin esposo presente y 41,40% no son familias. El 34,10% de todos los hogares están formados por una sola persona y 15,50% de ellos incluyen a una persona de más de 65 años. El promedio de habitantes por hogar es de 2,17 y el tamaño promedio de las familias es de 2,77 personas.
El 19,30% de la población del condado tiene menos de 18 años, el 6,40% tiene entre 18 y 24 años, el 27,30% tiene entre 25 y 44 años, el 24,50% tiene entre 45 y 64 años y el 22,50% tiene más de 65 años de edad. La edad media es de 43 años. Por cada 100 mujeres hay 91,00 hombres y por cada 100 mujeres de más de 18 años hay 87,80 hombres.
La renta media de un hogar del condado es de $37 111, y la renta media de una familia es de $46 925. Los hombres ganan en promedio $32 264 contra $26 281 para las mujeres. La renta per cápita en el condado es de $23 497. 10,00% de la población y 6,70% de las familias tienen rentas por debajo del nivel de pobreza. De la población total bajo el nivel de pobreza, el 13,90% son menores de 18 y el 8,20% son mayores de 65 años.

## Localidades

### Municipalidades
- Pueblo de Belleair
- Ciudad de Belleair Beach
- Ciudad de Belleair Bluffs
- Pueblo de Belleair Shore
- Ciudad de Clearwater
- Ciudad de Dunedin
- Ciudad de Gulfport
- Ciudad de Indian Rocks Beach
- Pueblo de Indian Shores
- Pueblo de Kenneth City
- Ciudad de Largo
- Ciudad de Madeira Beach
- Pueblo de North Redington Beach
- Ciudad de Oldsmar
- Ciudad de Pinellas Park
- Pueblo de Redington Beach
- Pueblo de Redington Shores
- Ciudad de Safety Harbor
- Ciudad de Seminole
- Ciudad de South Pasadena
- Ciudad de St. Pete Beach
- Ciudad de St. Petersburg
- Ciudad de Tarpon Springs
- Ciudad de Treasure Island

### No incorporadas
- Bay Pines
- East Lake
- Feather Sound
- Gandy
- Harbor Bluffs
- Palm Harbor
- Ridgecrest
- South Highpoint
- Tierra Verde
- West and East Lealman (Lealman)

## Educación
Las Escuelas del Condado de Pinellas gestiona escuelas públicas.

## Transporte

### Aeropuertos
- Aeropuerto Internacional de St. Petersburg-Clearwater KPIE
- Aerppuerto Albert Whitted KSPG
- Aeropuerto Clearwater KCLW

### Transporte terrestre
La principal línea de buses dentro del condado en manejada por la Autoridad de tránsito de la costa sur de Piniellas (PSTA), con paradas en las principales localidades. La empresa CSX opera trenes a través del condado.
Las principales autopistas son:
- Interstate 275
- Interstate 175
- Interstate 375
- U.S. Route 19
- U.S. Route 92
- State Road 593
- State Road 60
- State Road 699
- State Road 584